# La fabricanta
La fabricanta (subtítol: Novel·la de costums barcelonines (1860-1875)) és una novel·la de Dolors Monserdà i Vidal publicada l'any 1904 per la Llibreria Francesc Puig. Malgrat que de vegades se cita com la primera novel·la en català escrita per una dona, la mateixa autora ja havia publicat abans, amb èxit de públic i de crítiques, altres dues novel·les: La Montserrat (1893, que sí que és la primera novel·la publicada en català per una dona) i La família Asparó (1900). La fabricanta i s'inclou dins el corrent literari del realisme.
Narra la història de l'Antonieta, una dona d'origen menestral que lluita per obrir-se pas en el món industrial de la Catalunya de finals del segle xix. Venç tota mena de dificultats fins a convertir-se en una destacada empresària de la indústria tèxtil respectada per la burgesia barcelonina.
Tot i que Monserdà va escriure aquesta novel·la en plena època modernista, cosa que la situava fora de temps, el text va representar una novetat pel seu plantejament feminista. A part de ser la primera novel·la en català escrita per una dona, reclamava el dret de les dones al treball remunerat i va ser de les primeres autores a presentar el gènere femení de manera realista: en va rebutjar la frivolitat i el sentimentalisme i va crear personatges femenins serens i de principis ferms. En tot cas, si les dones fracassaven era pels impediments que els imposava el gènere masculí.

## Context històric
Els fets que descriu La fabricanta comprenen el període de 1860 a 1875, una etapa iniciada pel Tractat de Tetuan entre Espanya i el Marroc que posava fi la Guerra d'Àfrica. El 1875 és l'any de la Restauració borbònica, de facto, després que les tropes alfonsines recuperessin els territoris controlats pels Carlins en el marc de la Tercera Guerra Carlina. L'obra té un gran valor històric per la descripció que fa l'autora del procés de revolució industrial en el sector tèxtil, amb el trànsit de la menestralia a la burgesia industrial des de mitjan segle xix fins a la primera meitat del segle xx. També s'hi mostra la Febre d'Or, l'inici de l'especulació borsària amb l'enriquiment i davallada econòmica de burgesos catalans a través de la borsa. Un esdeveniment històric que també serveix per a l'argument d'altres novel·les coetànies com La febre d'or de Narcís Oller.
Monserdà va escriure la novel·la després de l'estiu de 1902, canviant els noms dels personatges i alguns episodis per protegir la privacitat dels involucrats. La protagonista del llibre, Antonieta Corominas (la fabricanta), es basa en Eulàlia Escuder i Anglada (1808-1868), casada amb Ramon Vilumara Broquetas (1799-1869). Joan Escuder, el germà d'Eulàlia, i la seva ona Teresa Ferrer, són la base d'en Josep Coromines, germà de l'Antonieta, i la seva dona Florentina Batlle. Tant els Vilumara com els Escuder eren família de mestres velers. Quan a la primera meitat del segle xix la mecanització de la indústria va deixar enrere moltes empreses veleres, Eulàlia Escuder va ser una de les responsables de fer el pas cap a la modernització de l'empresa familiar. La neta Ramona Vilumara i Curtoy (1855-1938), íntima amiga de Monserdà, va explicar la història de la seva família a l'escriptora l'estiu de 1902 a la seva residència de Cabrils.

## Resum
L’Antonieta Coromines i el seu germà Josep són dos fills orfes d’empresaris tèxtils. En Josep és l'encarregat de continuar el negoci familiar al mateix temps que té curs de la seva germana. L'Antonieta després d'un concert dels Cors de Clavé a l'Euturpe s'enamora a primera vista d'en Pere-Joan Grau, un jove obrer, i després de demanar ajuda a la senyora Angeleta i mossèn Vicenç per atansar-s'hi, l'Antonieta aconsegueix conèixer-lo. El matrimoni entre l'Antonieta i en Pere-Joan no gaudirà del vistiplau del seu germà Josep, acabat de casar amb la seva cosina Florentina, fins al punt de negar-li el dot que li pertoca, pel fet que el jove grau era obrer i d'un rang social inferior.
Aquests entrebancs no impediren que l'Antonieta i en Pere-Joan es casin i facin prosperar la família i el negoci familiar. Amb el pas del temps el matrimoni progressa econòmicament fins al punt de comprar la fàbrica tèxtil d'en Josep Coromines que deixa el negoci per dedicar-se a l'especulació borsària, empès per la seva dona. Finalment, el matrimoni d'en Josep i la Florentina fa aigües i perden gran part del capital invertit en borsa. Al final de l'obra l'Antonieta decideix ajudar el seu germà perquè pugui refer-se econòmicament.

## Estil
Es tracta d'una obra entre la ficció i el relat històric en sintonia amb el to realista i pedagògic de les seves anteriors novel·les, La Montserrat (1893) i La família Asparó (1900), també emmarcades a Barcelona. Tot i que l'escriptura de Monserdà és històricament contemporània al modernisme, en general la crítica ha coincidit a l'hora d'etiquetar la seva obra de costumista i realista, més propera a Carles Bosch de la Trinxeria i Josep Pin i Soler que a Raimon Casellas i Víctor Català. En aquest sentit, Monserdà segueix les petjades d'una narrativa interessada a explicar l'ascensió i consolidació de la burgesia, però que, segons Neus Carbonell, fracassa en l'exploració psicològica dels personatges i en la creació d'un llenguatge propi, factors que l'acosten més a la literatura de costum que al realisme europeu.

## Temes
La Fabricanta plasma una tensió entre una retòrica narrativa conservadora i un intent d'emancipar les treballadores, socialment i econòmica. La crítica coincideix a destacar la ideologia burgesa de l'obra de Monserdà, que vol actuar de dic moral davant l'auge dels moviments obrers finiseculars i manifesta discrepàncies pel que fa a un suposat feminisme o, en tot cas, a una defensa del progrés del paper de la dona davant les noves estructures socials que la revolució industrial fa aflorar. És una novel·la amb una forta càrrega ideològica amb una finalitat pedagògica, vinculada a un programa regeneració social inspirat en les idees de pàtria, família i religió. L'obra està estretament lligada a l'activisme social i feminista de l'autora i té com a objectiu transmetre uns valors al voltant del matrimoni, la religió, la moral del treball i l'estalvi. De fet, segons Carme Mas, aquesta primacia de l'ètica per sobre de l'estètica, és una estratègia de Dolors Monserdà per justificar la seva activitat novel·lística, qüestionada pel fet de ser dona. És una obra, per tant, que es justifica pel seu missatge, per la seva utilitat didàctica i exemplar pel públic femení.
Els dos personatges principals de l'obra tipifiquen dues posicions de la dona davant la modernitat: Antonieta Corominas, treballadora intel·ligent i de valors tradicionals, i Florentina Batlle, burgesa frívola enlluernada per la modernitat i París. Aquesta polaritat, si bé Monserdà afavorirà la primera, deixa entreveure les contradiccions del discurs de la modernitat: la dona moderna com a àvida de noves experiències, consumidora i amb accés a l'esfera pública tradicionalment masculina, i, per altra banda, la dona moderna com a mantenidora d'uns valors morals tradicionals contra la decadència dels nous temps. L'originalitat de Monserdà rau, precisament, en haver convertit el conflicte de la modernitat en un problema del gènere femení.
Tant Antonieta com Florentina s'enfrontaran al llarg de la novel·la a dificultats econòmiques, i ambdues passaran per situacions en què es fa evident que la dona treballadora no té capacitat de decisió. Antonieta, el model de conducta femenina proposat per Monserdà, crea una indústria i un espai comercial propi del qual en serà apartada i alienada. En aquest sentit, la veu narrativa critica la necessitat de les dones de sotmetre's a la voluntat masculina i denuncia la inexistència d'una autonomia en el sector laboral. La fabricanta argumenta la necessitat de la dona de participar tant de l'esfera privada com de la pública.

## Edicions
Quatre anys després de la primera publicació de la novel·la, el 1908 sortia al carrer una nova edició «corregida» de La Fabricanta. Monserdà va arreglar qüestions lèxiques i l'organització d'alguns paràgrafs, a més d'introduir un nou personatge, Lluís Hernàndez, enamorat bojament de la Florentina. Les edicions primera i segona de l'obra contenien il·lustracions a l'inici de cada capítol fetes pel germà de l'autora, Enric Monserdà.
- 1904: Francesc Puig, decorada per Enric Monserdà
- 1908: Francesc Puig, decorada per Enric Monserdà
- 1935: Impremta Minerva
- 1972: Selecta. Introducció de Roser Matheu
- 1991: L'Eixample. Pròleg de Teresa Pàmies
- 2004: guionització d'Antoni Bavia-Privat, Antoni d'Ocon, Ramon Herrero i Belda i Josep Penya
- 2008: Ajuntament de Premià de Mar
- 2008: Horsori. Introducció de Carme Mas
- 2022: Editorial Barcino. Introducció de M. Carme Mas i edició de Gemma Bartolí. Apèndix reproduint les il·lustracions en color de l'edició de 1908 obra d'Enric Monserdà.